# Décès en 1128
Décès
- 1124
- 1125
- 1126
- 1127
- 1128
- 1129
- 1130
- 1131
- 1132

Cette page dresse une liste de personnalités mortes au cours de l'année 1128 :
- 15 janvier : Lý Nhân Tông, empereur du Đại Việt (ancêtre du Viêt Nam) et quatrième représentant de la dynastie Lý.
- 20 avril : Pons de Montboisier, évêque du Puy-en-Velay.
- 2 juin : Pier Leoni, consul de la Rome.
- 27 juillet : Guillaume Cliton, comte de Flandre.
- 10 août : Fujiwara no Kiyohira, samouraï issu d'une parenté mixte japonaise/Emishi de la fin de l'époque de Heian (794–1185), fondateur de la dynastie Hiraizumi ou Ōshū Fujiwara.
- 5 septembre : Rainulf Flambard, évêque de Durham.
- 28 ou 28 novembre : Geoffroi le Breton, archevêque de Rouen.

- Aymon Ier de Genève, comte de Genève.
- Gianroberto Capizucchi, cardinal italien.
- Humbaud, Archevêque de Lyon, primat des Gaules.
- Liao Tianzuo, neuvième et dernier empereur de la dynastie Liao.
- Octavien de Quingey, noble, originaire de Franche-Comté, appartenant à la maison d'Ivrée, qui fut moine à Pavie et évêque de Savone, en Italie.
- Tughtekin, ou Tughtekin Saif el-Islam Daher ed-Din, atabeg de Damas.

## Crédit d'auteurs
- Cet article est partiellement ou en totalité issu de l'article intitulé « 1128 » (voir la liste des auteurs).